# Anii 1210
Secole: Secolul al XII-lea - Secolul al XIII-lea - Secolul al XIV-lea
Decenii: Anii 1160 Anii 1170 Anii 1180 Anii 1190 Anii 1200 - Anii 1210 - Anii 1220 Anii 1230 Anii 1240 Anii 1250 Anii 1260
Ani: 1210 1211 1212 1213 1214 1215 1216 1217 1218 1219